# Ruszt (mechanika)
Ruszt – typ konstrukcji wieloprętowej. Specyfika tej konstrukcji polega na tym, że siatka, najczęściej prostokątna, utworzona z osi jej prętów, leży w pewnej płaszczyźnie (zazwyczaj poziomej), podczas gdy działające na nią obciążenia są do tej płaszczyzny prostopadłe. To sprawia, że ruszt pracuje jako konstrukcja przestrzenna i wymaga odpowiedniego podparcia. Wyróżnić można dwa przypadki:
- podparcie punktowe w węzłach (gdy ruszt tworzący strop płytowo-żebrowy. opiera się na słupach)
- podparcie ciągłe (gdy belki rusztu spoczywają na podłożu gruntowym. budowli)

Obciążenie użytkowe na ruszt najczęściej przekazuje płyta stalowa lub żelbetowa zazwyczaj połączona z nim konstrukcyjnie.
Przy dużych rozpiętościach podporowych wykonywane są ruszty złożone z krzyżujących się belek kratowych lub ramowych (belki Vierendeela).